# Нижняя (Челябинская область)
Нижняя — посёлок железнодорожной станции, входящий в состав Усть-Багарякского се́льского поселе́ния Кунашакского района Челябинской области.

## История
Название от деревни Нижней, вошедшей в состав села Усть-Багаряк. Станция возникла в 1940 в связи со строительством линии Челябинск — Синарская..

## География
Находится на линии Челябинск— Каменск-Уральский в 122 км от Челябинска. Расположена на правой стороне по течению реки Синары в 4 км от села Усть-Багаряк. Расстояние до Кунашака — 67 км.

## Население
| 2002 | 2010 |
| ---- | ---- |
| 66   | ↘50  |

## Улицы
- Вокзальная улица
- Железнодорожная улица
- Километр Остановка Платформа 38